# أي في أس
أي في أس  IvS أختصارا ل NV Ingenieurskantoor voor Scheepsbouw كانت شركة هولندية وهمية أنشأها المكتب البحري الامبراطوري في عهد الإمبراطورية الألمانية بعد الحرب العالمية الأولى من أجل الحفاظ على المعرفة الألمانية بصناعة الغواصات، وتطويرها والتحايل على القيود التي وضعتها معاهدة فرساي. صممت الشركة عدة أنواع من الغواصات للبلدان التي تدفع، وشملت الغواصة السوفياتية من الفئة أس والنماذج الأولية للغواصة الألمانية من الفئة الثانية والغواصة الألمانية من الفئة السابعة.
كانت الشركة عبارة عن مشروع مشترك من أحواض بناء السفن الألمانية إيه جي فولكان وكروب المالكة لشركة فريدريش كروب في كيل وإيه جي فيزر في بريمن. تم تنفيذ أعمال التصميم في منشآت هذه الشركات في ألمانيا.